# Snowboard nos Jogos Olímpicos de Inverno de 2022
As competições de snowboard nos Jogos Olímpicos de Inverno de 2022 foram realizadas no Parque de Neve de Genting, em Zhangjiakou, Hebei e no Big Air Shougang, em Pequim, entre 5 e 15 de fevereiro. Um total de 11 eventos estiveram em disputa, um a mais com relação a 2018, após o Comitê Olímpico Internacional aprovar a inclusão da prova mista por equipes do snowboard cross em julho de 2018.

## Programação
A seguir está a programação da competição para os onze eventos da modalidade.
Horário local (UTC+8).
| Data            | Horário | Evento                                           |
| --------------- | ------- | ------------------------------------------------ |
| 10 de fevereiro | 10:45   | Slopestyle feminino – qualificação               |
| 6 de fevereiro  | 9:30    | Slopestyle feminino – finais                     |
| 6 de fevereiro  | 12:30   | Slopestyle masculino – qualificação              |
| 7 de fevereiro  | 12:00   | Slopestyle masculino – finais                    |
| 8 de fevereiro  | 10:40   | Slalom gigante paralelo feminino – qualificação  |
| 8 de fevereiro  | 11:07   | Slalom gigante paralelo masculino – qualificação |
| 8 de fevereiro  | 15:36   | Slalom gigante paralelo feminino – finais        |
| 8 de fevereiro  | 15:46   | Slalom gigante paralelo masculino – finais       |
| 9 de fevereiro  | 9:30    | Halfpipe feminino – qualificação                 |
| 9 de fevereiro  | 11:00   | Snowboard cross feminino – qualificação          |
| 9 de fevereiro  | 12:30   | Halfpipe masculino – qualificação                |
| 9 de fevereiro  | 15:45   | Snowboard cross feminino – finais                |
| 10 de fevereiro | 10:25   | Halfpipe feminino – finais                       |
| 10 de fevereiro | 11:15   | Snowboard cross masculino – qualificação         |
| 10 de fevereiro | 15:15   | Snowboard cross masculino – finais               |
| 11 de fevereiro | 10:25   | Halfpipe masculino – finais                      |
| 12 de fevereiro | 10:00   | Snowboard cross por equipes mistas – quartas     |
| 12 de fevereiro | 10:30   | Snowboard cross por equipes mistas – semifinais  |
| 12 de fevereiro | 10:50   | Snowboard cross por equipes mistas – finais      |
| 14 de fevereiro | 9:30    | Big air feminino – qualificação                  |
| 14 de fevereiro | 13:30   | Big air masculino – qualificação                 |
| 15 de fevereiro | 10:15   | Big air feminino – finais                        |
| 15 de fevereiro | 13:45   | Big air masculino – finais                       |

## Qualificação
Um total de 238 snowboarders poderiam se qualificar para competir nos Jogos (119 homens e 119 mulheres). Cada Comitê Olímpico Nacional pode inscrever no máximo 26 atletas em todos os eventos, sendo 14 por gênero. Um total de oito vagas (uma por evento) foram reservadas para a nação anfitriã (China), desde que não houvesse classificados em um determinado evento. Cada evento também teve um total mínimo de pontos da Federação Internacional de Esqui exigidos por atleta, juntamente com o top 30 de cada evento em Copas do Mundos durante o período de qualificação (1 de julho de 2019 a 16 de janeiro de 2022) ou no Campeonato Mundial de Snowboard de 2021. Um total de 16 CONs se qualificaram para o evento do snowboard cross por equipes mistas.

## Medalhistas
Masculino
| Evento                           | Ouro                            | Prata                      | Bronze                   |
| -------------------------------- | ------------------------------- | -------------------------- | ------------------------ |
| Big air detalhes                 | Su Yiming CHN China             | Mons Røisland NOR Noruega  | Max Parrot CAN Canadá    |
| Halfpipe detalhes                | Ayumu Hirano JPN Japão          | Scotty James AUS Austrália | Jan Scherrer SUI Suíça   |
| Slopestyle detalhes              | Max Parrot CAN Canadá           | Su Yiming CHN China        | Mark McMorris CAN Canadá |
| Slalom gigante paralelo detalhes | Benjamin Karl AUT Áustria       | Tim Mastnak SLO Eslovênia  | Vic Wild ROC             |
| Snowboard cross detalhes         | Alessandro Hämmerle AUT Áustria | Éliot Grondin CAN Canadá   | Omar Visintin ITA Itália |

Feminino
| Evento                           | Ouro                                   | Prata                                  | Bronze                       |
| -------------------------------- | -------------------------------------- | -------------------------------------- | ---------------------------- |
| Big air detalhes                 | Anna Gasser AUT Áustria                | Zoi Sadowski-Synnott NZL Nova Zelândia | Kokomo Murase JPN Japão      |
| Halfpipe detalhes                | Chloe Kim USA Estados Unidos           | Queralt Castellet ESP Espanha          | Sena Tomita JPN Japão        |
| Slopestyle detalhes              | Zoi Sadowski-Synnott NZL Nova Zelândia | Julia Marino USA Estados Unidos        | Tess Coady AUS Austrália     |
| Slalom gigante paralelo detalhes | Ester Ledecká CZE República Checa      | Daniela Ulbing AUT Áustria             | Glorija Kotnik SLO Eslovênia |
| Snowboard cross detalhes         | Lindsey Jacobellis USA Estados Unidos  | Chloé Trespeuch FRA França             | Meryeta O'Dine CAN Canadá    |

Misto
| Evento                               | Ouro                                                   | Prata                                   | Bronze                                  |
| ------------------------------------ | ------------------------------------------------------ | --------------------------------------- | --------------------------------------- |
| Snowboard cross por equipes detalhes | Nick Baumgartner Lindsey Jacobellis USA Estados Unidos | Omar Visintin Michela Moioli ITA Itália | Éliot Grondin Meryeta O'Dine CAN Canadá |

## Quadro de medalhas
| Ordem | País                | Medalha de ouro | Medalha de prata | Medalha de bronze |    | Ordem por total |
| ----- | ------------------- | --------------- | ---------------- | ----------------- | -- | --------------- |
| 1     | AUT Áustria         | 3               | 1                |                   | 4  | 2               |
|       | USA Estados Unidos  | 3               | 1                |                   | 4  | 2               |
| 3     | CAN Canadá          | 1               | 1                | 4                 | 6  | 1               |
| 4     | CHN China           | 1               | 1                |                   | 2  | 5               |
|       | NZL Nova Zelândia   | 1               | 1                |                   | 2  | 5               |
| 6     | JPN Japão           | 1               |                  | 2                 | 3  | 4               |
| 7     | CZE República Checa | 1               |                  |                   | 1  | 10              |
| 8     | AUS Austrália       |                 | 1                | 1                 | 2  | 5               |
|       | ITA Itália          |                 | 1                | 1                 | 2  | 5               |
|       | SLO Eslovênia       |                 | 1                | 1                 | 2  | 5               |
| 11    | ESP Espanha         |                 | 1                |                   | 1  | 10              |
|       | FRA França          |                 | 1                |                   | 1  | 10              |
|       | NOR Noruega         |                 | 1                |                   | 1  | 10              |
| 14    | ROC                 |                 |                  | 1                 | 1  | 10              |
|       | SUI Suíça           |                 |                  | 1                 | 1  | 10              |
| TOTAL | TOTAL               | 11              | 11               | 11                | 33 | —               |